# Photinia oblongifolia
Photinia oblongifolia là loài thực vật có hoa trong họ Hoa hồng. Loài này được Standl. miêu tả khoa học đầu tiên năm 1929.